# 李金祥
李金祥（1962年9月—），男，汉族，中华人民共和国政治人物。现任中华人民共和国农业农村部国家首席兽医师（官）。